# Botanischer Garten Carsiana

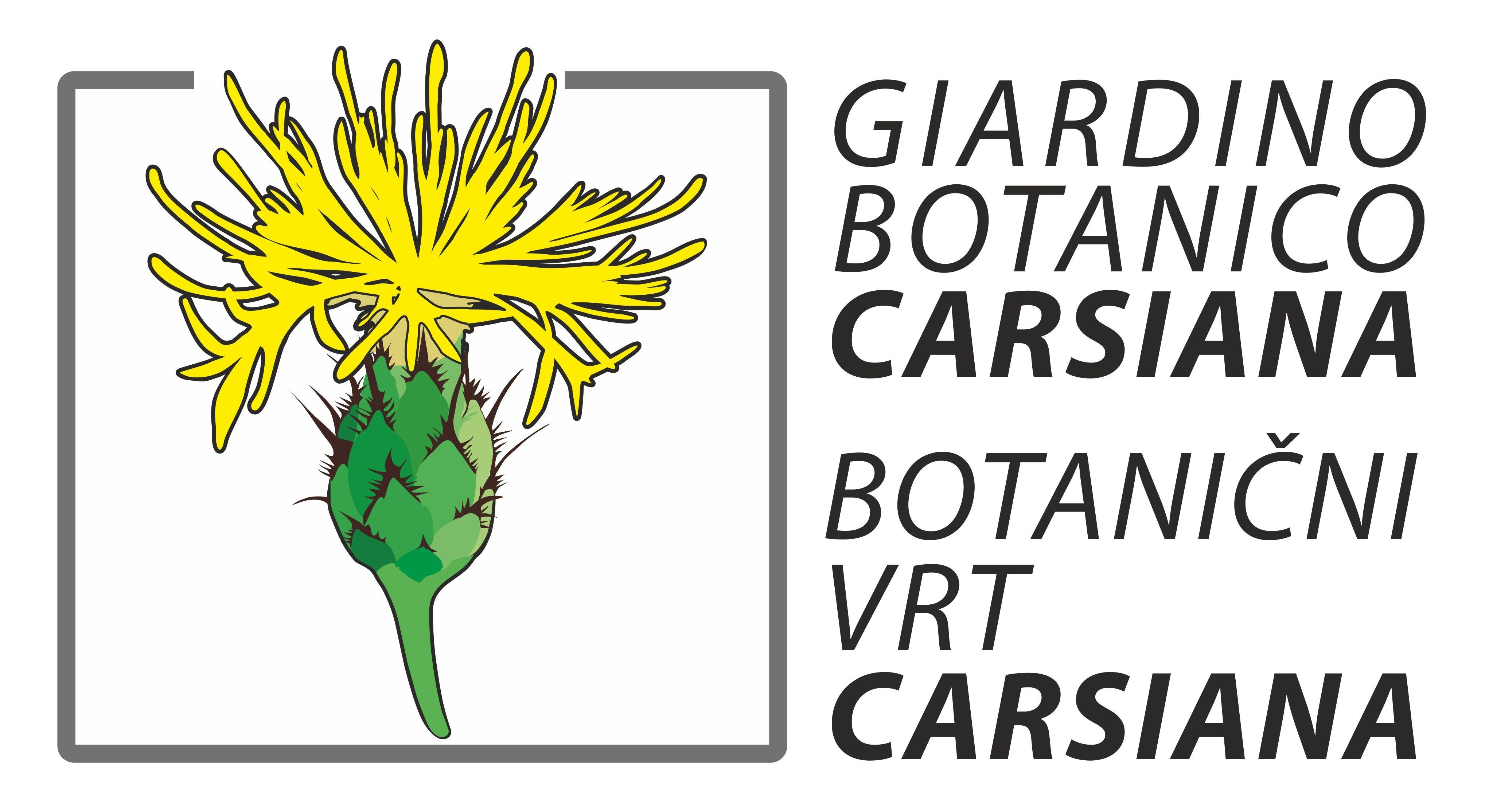
Logo des Giardino Botanico Carsiana

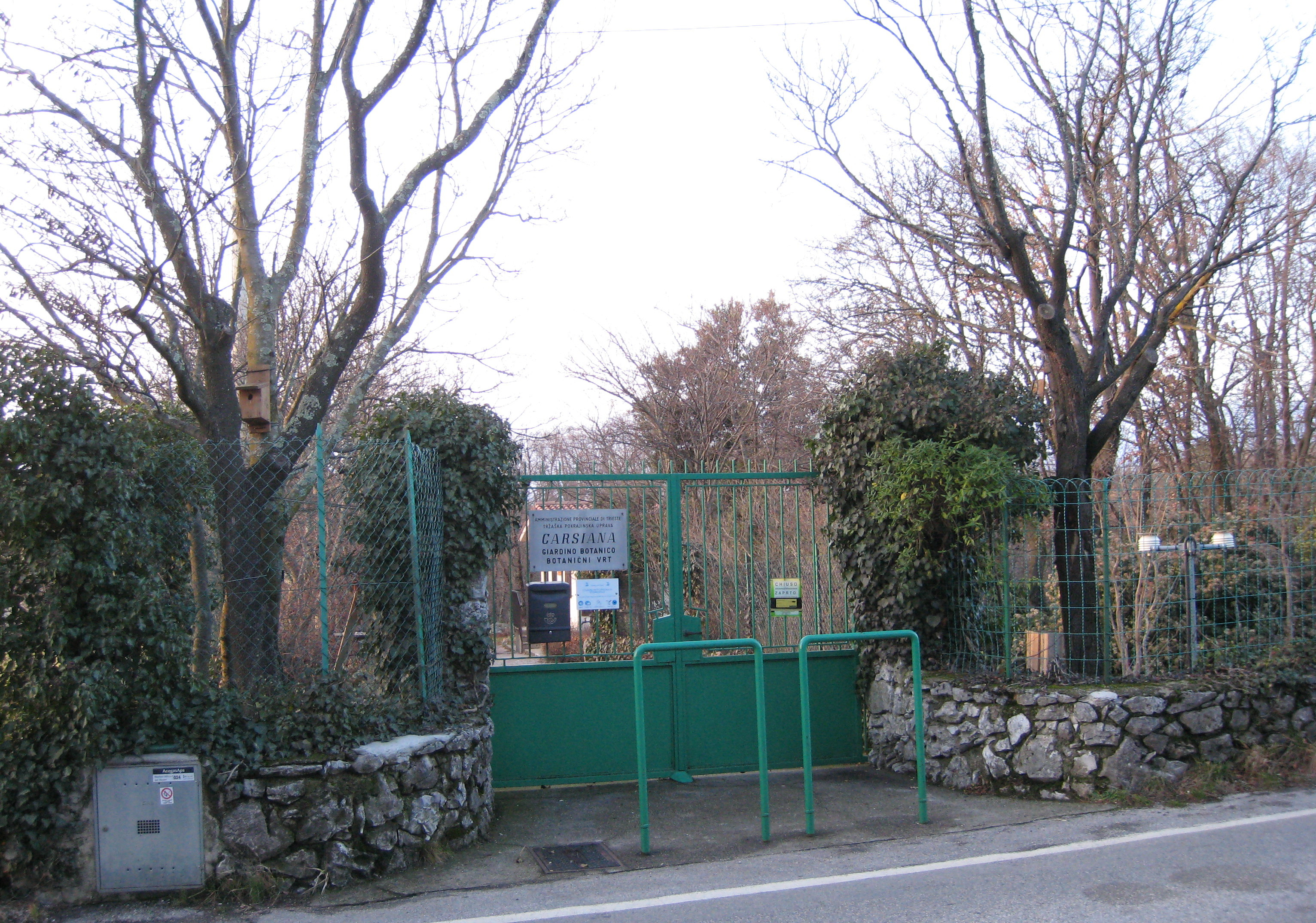
Eingang zum Botanischen Garten Carsiana

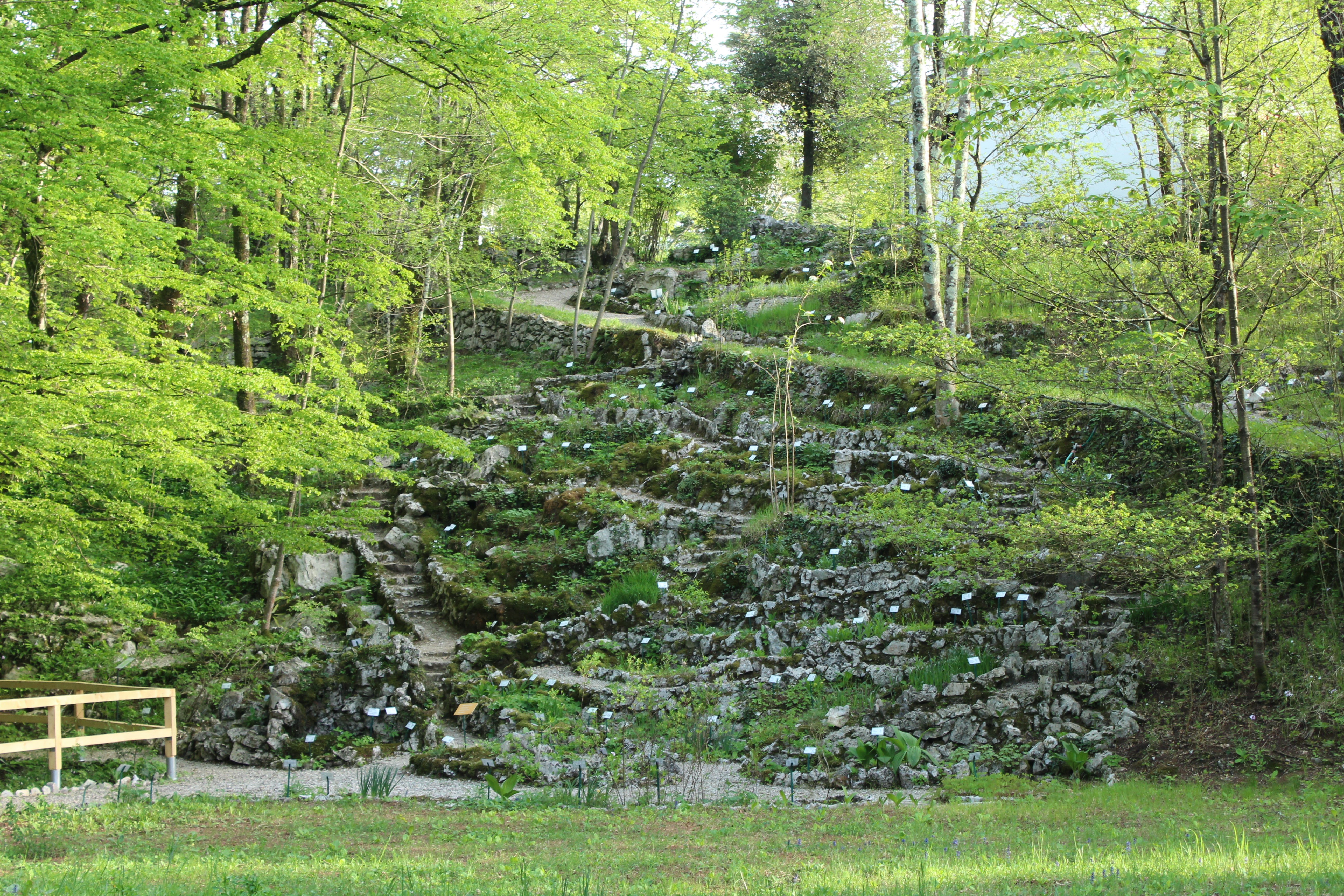
Alpinum im Botanischen Garten Carsiana

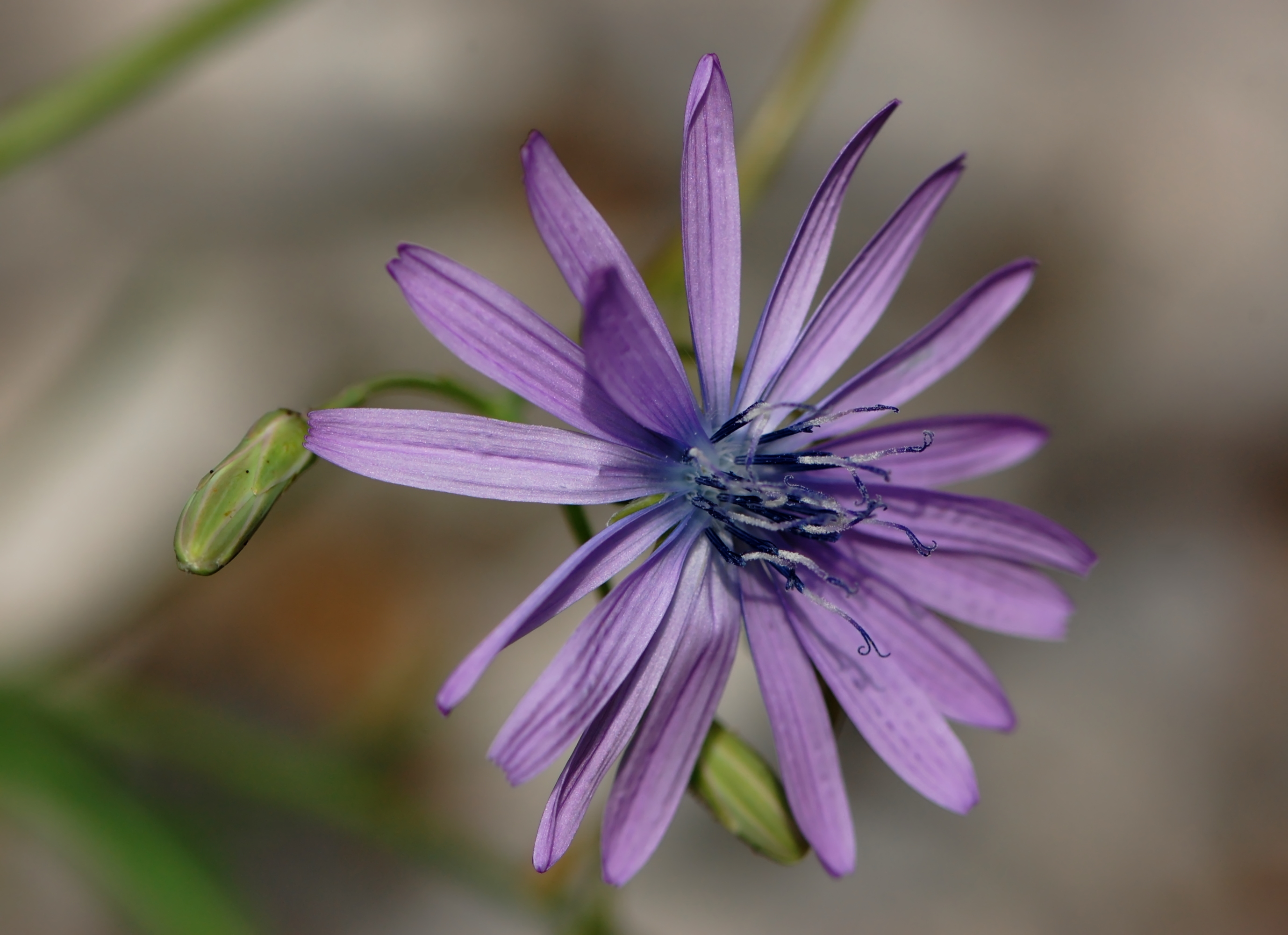
Blüte von Lactuca perennis

Der Botanische Garten Carsiana (italienisch Giardino Botanico Carsiana, slowenisch Botanični vrt Carsiana) ist eine öffentliche, wissenschaftlich betreute Gartenanlage in der Landschaft des Triester Karstes (italienisch: Carso  triestino) bei Sgonico im Osten der italienischen Region Friaul-Julisch Venetien. Das Areal erstreckt sich auf einer Fläche von 5000 m² und zeigt etwa 600 Pflanzenarten, die für die umgebende Karstlandschaft prägend sind.

## Beschreibung
Das Gartenareal befindet sich in einer Doline auf einer Höhe zwischen 251 und 259 Metern über dem Meer. Aus geomorphologischer Sicht liegt sein Gelände auf einem verkarsteten, kreidezeitlichen Kalkstein-Plateau (Komen-Plateau) innerhalb der Übergangszone zwischen den Alpen und dem Dinarischen Gebirge. Der Untergrund wird von einem bioklastischen Kalkstein der Oberkreide gebildet, dessen fossiler Anteil überwiegend aus Rudistenschalen und ihren Bruchstücken besteht.
Auf einem Rundweg werden die typischen Pflanzenarten und -gesellschaften des Karstgebietes bei Triest, der Isonzo-Region und des benachbarten Sloweniens (Litorale) vorgestellt. Die jeweiligen Pflanzenstandorte sind mit Sichttafeln versehen, worauf wesentliche Informationen, wie der gewöhnliche und wissenschaftliche Name, die taxonomischen Merkmale sowie die Blütezeit dargestellt sind.
Die nachfolgend aufgezählten Biotoptypen gehören zu den konzeptionellen Abschnitten dieses botanischen Gartens:
- Karstgehölze
- Blockfelder des Karstes
- Karstwald
- trockenes Karstgrasland (Karstheide)
- Küstenklippen
- Dolinenvegetation
- Bergkarst
- Karstgewässer
- Karstschächte
- mediterraner Garten

## Geschichte
Der botanische Garten wurde im Jahr 1964 vom Apotheker Gianfranco Gioitti unter Mitwirkung von Livio Poldini und Stanislao Budin gegründet. Die Gemeine Pfingstrose (Paeonia officinalis) ist das von den Gründern festgelegte Emblem. Gianfranco Gioitti war zugleich der erste Eigentümer dieser Anlage. Mit seiner Wahl des Namens Carsiana im Verlaufe der Vorbereitungen verfolgte er bereits eine ideelle Verknüpfung mit anderen Regionen. Dabei lag der Botanische Garten ‚Juliana‘ im heutigen Slowenien in seinem Blick, der bereits 1926 durch den Triester Unternehmer Alberto Bois de Chesne (1871–1954) gegründet worden war.
Dabei spielte sein Leitgedanke die bestimmende Rolle, über die zweckmäßige Nutzung der Karstregion und seiner Ressourcen zu informieren. Prägend haben sich dabei Themen der verschiedenen Karstlandschaften und ihre Vegetationsgesellschaften ausgewirkt. Zudem werden Aspekte der Wasserhaltung im Karstgebiet und eine Auswahl für die Nutzung geeigneter Pflanzen dargestellt. Die Provinz Triest übernahm 1972 die Trägerschaft über das Gartenprojekt und veranlasste 1978 dessen allgemeine Zugänglichkeit. Im Jahre 2002 erwarb die Provinz Triest das Gelände. Mit der italienischen Gebietsreform am 1. Juli 2016 ging die Eigentümerschaft an die Autonome Region Friaul-Julisch Venetien über. Seit dem 19. Dezember 2018 pflegt die Società cooperativa Rogos (Genossenschaft) das Gartenareal, die auch weitere naturkundliche Projekte betreut. Zu ihren Aufgaben gehören die gartenbauliche Pflege und Instandhaltung sowie die Öffentlichkeitsarbeit für den Garten. Gianfranco Gioitti trug seit dem Beginn maßgeblich zur Gestaltung des Gartengeländes bei und leistete kontinuierliche Pflegearbeiten bis zu seinem Tode im Jahre 2009.

## Verkehrsanbindung
Der Botanische Garten Carsiana befindet sich an der Landstraße SP 7 zwischen Gabrovizza und Sgonico, die in südliche Richtung in die Provinzstraße SP 6 einmündet und über Prosecco nach Triest führt. Zuvor ist mit der Anschlussstelle Sgonico/Zgonik eine Anbindung an die Autobahn RA 13 gegeben.

## Belege
1. ↑  Tina Klanjšček: Sporae et semina anni MMXX quae pro mutua commutatione offerentur (Memento vom 2. Februar 2021 im Internet Archive). online auf www.giardinobotanicocarsiana.it (englisch, italienisch, PDF), S. 24, 26.
2. ↑  Rogos soc. coop.: Habitate. auf www.giardinobotanicocarsiana.it (deutsch).
3. ↑  Tina Klanjšček: Sporae et semina anni MMXX quae pro mutua commutatione offerentur (Memento vom 2. Februar 2021 im Internet Archive). online auf www.giardinobotanicocarsiana.it (englisch, italienisch, PDF), S. 15.
4. ↑  Giorgio du Ban: Place, Trieste; people, les pharmaciens et les autres. Konferenzbeitrag: 37nd International Congress for the History of Pharmacy (23. Juni), Edinburgh 2005, Abstrakt online auf www.histpharm.org (französisch, PDF), PDF-Dokument S. 65.
5. ↑  Rogos soc. coop.: Società cooperativa Rogos. online auf www.parks.it (italienisch, PDF).

Koordinaten: 45° 43′ 58,5″ N, 13° 44′ 22,2″ O